# Letnie Grand Prix w skokach narciarskich w Hakubie
Letnie Grand Prix w skokach narciarskich w Hakubie rozgrywane jest od 1998 roku na skoczni olimpijskiej, na której w tym samym roku odbyły się konkursy w ramach zimowych igrzysk olimpijskich w Nagano, a w latach 1997-2004 zawody Pucharu Świata. Jej punkt konstrukcyjny wynosi 120 metrów, natomiast rozmiar (hillsize) to 131 metrów. Zawody Letniego Grand Prix nie zostały rozegrane w Hakubie w 2002 i 2003 roku.
Pierwszy konkurs LGP na skoczni w Hakubie został rozegrany 12 września 1998. Wygrał go Japończyk Kazuyoshi Funaki, który 7 miesięcy wcześniej na tej skoczni zdobył tytuł mistrza olimpijskiego. O 0,2 pkt. wyprzedził swojego rodaka Masahiko Haradę. Trzecie miejsce zajął Niemiec Martin Schmitt. Dzień później dwa pierwsze miejsca również zajęli ci sami zawodnicy, jednak w innej kolejności. Zwyciężył Harada, Funaki był drugi, Schmitt ponownie trzeci, jednak zajął miejsce ex aequo z Reinhardem Schwarzenbergerem. 11 września 1999 Sven Hannawald odniósł zwycięstwo w konkursie na skoczni w Hakubie. Zwycięzcy sprzed roku Funaki i Harada zajęli odpowiednio 3. i 4. miejsce. Kolejnym konkursem był konkurs drużynowy, w którym zwyciężyła reprezentacja gospodarzy. W 2000 roku konkursy w Hakubie zdominowali reprezentanci Finlandii. W pierwszym konkursie najlepszy był Matti Hautamäki, drugi był Janne Ahonen, natomiast trzeci Japończyk Noriaki Kasai. W drugich zawodach (składających się tylko z jednej serii) na podium stanęli wyłącznie Finowie: Ahonen, Jusilainen i Hautamäki. 8 września 2001 zwyciężył Stefan Horngacher po skokach na odległości 126,5 m i 122,5 m. Kolejny konkurs Austriak ukończył poza podium, natomiast zwyciężył Masahiko Harada. Trzy lata później pierwszy konkurs zdominował Norweg Daniel Forfang, który wyprzedził Fina Hautamäkiego o ponad 10 punktów. Dzień później Forfang stanął na drugim stopniu podium, przegrał z Austriakiem Martinem Höllwarthem. W 2005 roku dwukrotnie wygrał Jakub Janda, natomiast w 2006 dwukrotnie Janne Happonen. W konkursach w 2007 roku na podium stanęło trzech zawodników. Andreas Küttel zajął odpowiednio pierwsze i drugie miejsce, Shōhei Tochimoto był drugi i pierwszy, natomiast Noriaki Kasai dwukrotnie trzeci. 13 i 14 września 2008 najlepszy w konkursach okazał się Simon Ammann, a drugie miejsca zajmował Daiki Itō. Na najniższym stopniu podium stawali Andreas Küttel i Roar Ljøkelsøy. 29 września 2009 zwycięzcą został Noriaki Kasai, który bezpośrednio wyprzedził swojego rodaka Fumihisę Yumoto. Trzecie miejsce w konkursie zajął Simon Ammann, który w drugiej serii konkursu ustanowił letni rekord obiektu wynoszący 136 metrów. Dzień później Słoweniec Robert Kranjec zdobył najwięcej punktów (279,7), o 8 pkt. wyprzedzając drugiego w zawodach Daiki Itō, który rok później zwyciężył w pierwszym konkursie, stając na podium wraz z dwoma Polakami, Dawidem Kubackim oraz Kamilem Stochem. 29 sierpnia 2010 najlepszy na skoczni w Hakubie był Kamil Stoch. Drugie miejsce ponownie zajął Dawid Kubacki, a trzecie reprezentant gospodarzy Fumihisa Yumoto. W obu konkursach rozegranych w 2011 roku ci sami zawodnicy zajęli trzy pierwsze miejsca. Zwycięzcą był Tom Hilde, drugi był Piotr Żyła, a trzeci Taku Takeuchi. W 2012 roku dwukrotnie zwyciężał Niemiec Andreas Wank. Rok później w pierwszych zawodach zwycięstwo odniósł Krzysztof Biegun, natomiast drugi konkurs zwyciężyli ex aequo Jernej Damjan i Noriaki Kasai wyprzedzając kolejnego w klasyfikacji Jana Ziobro o 0,1 pkt. W 2014 roku w obu konkursach zwyciężył Phillip Sjøen. W sezonie 2015 w pierwszych zawodach zwyciężył Michael Neumayer, natomiast drugi konkurs padł łupem reprezentanta gospodarzy, Kento Sakuyamy.
Najwięcej razy na podium konkursów LGP w Hakubie stawał Japończyk Noriaki Kasai, który w pierwszej trójce znajdował się w 2000, 2004, 2009 i dwukrotnie w 2007 roku. Po dwa zwycięstwa odnosili Simon Ammann (2008), Janne Happonen (2006), Masahiko Harada (1998, 2001) oraz Jakub Janda (2005).
| Lp  | Data             | Uwagi     | 1. miejsce                                                                               | 2. miejsce                                                                                     | 3. miejsce                                                                              |
| --- | ---------------- | --------- | ---------------------------------------------------------------------------------------- | ---------------------------------------------------------------------------------------------- | --------------------------------------------------------------------------------------- |
| 1.  | 12 września 1998 | -         | Kazuyoshi Funaki                                                                         | Masahiko Harada                                                                                | Martin Schmitt                                                                          |
| 2.  | 13 września 1998 | -         | Masahiko Harada                                                                          | Kazuyoshi Funaki                                                                               | Martin Schmitt Reinhard Schwarzenberger                                                 |
| 3.  | 11 września 1999 | -         | Sven Hannawald                                                                           | Janne Ahonen                                                                                   | Kazuyoshi Funaki                                                                        |
| 4.  | 12 września 1999 | drużynowy | Japonia 1. Yūta Watase · 2. Hideharu Miyahira · 3. Masahiko Harada · 4. Kazuyoshi Funaki | Austria 1. Andreas Goldberger · 2. Martin Höllwarth · 3. Wolfgang Loitzl · 4. Andreas Widhölzl | Niemcy 1. Christof Duffner · 2. Michael Uhrmann · 3. Martin Schmitt · 4. Sven Hannawald |
| 5.  | 26 sierpnia 2000 | -         | Matti Hautamäki                                                                          | Janne Ahonen                                                                                   | Noriaki Kasai                                                                           |
| 6.  | 27 sierpnia 2000 | 1 seria   | Janne Ahonen                                                                             | Risto Jussilainen                                                                              | Matti Hautamäki                                                                         |
| 7.  | 8 września 2001  | -         | Stefan Horngacher                                                                        | Adam Małysz                                                                                    | Andreas Goldberger                                                                      |
| 8.  | 9 września 2001  | -         | Masahiko Harada                                                                          | Martin Höllwarth                                                                               | Peter Žonta                                                                             |
| 9.  | 25 września 2004 | -         | Daniel Forfang                                                                           | Matti Hautamäki                                                                                | Noriaki Kasai                                                                           |
| 10. | 26 września 2004 | -         | Martin Höllwarth                                                                         | Daniel Forfang                                                                                 | Adam Małysz                                                                             |
| 11. | 10 września 2005 | -         | Jakub Janda                                                                              | Janne Happonen                                                                                 | Thomas Morgenstern                                                                      |
| 12. | 11 września 2005 | -         | Jakub Janda                                                                              | Thomas Morgenstern Wolfgang Loitzl                                                             | –                                                                                       |
| 13. | 9 września 2006  | -         | Janne Happonen                                                                           | Wolfgang Loitzl                                                                                | Antonín Hájek                                                                           |
| 14. | 10 września 2006 | -         | Janne Happonen                                                                           | Andreas Küttel                                                                                 | Antonín Hájek                                                                           |
| 15. | 8 września 2007  | -         | Andreas Küttel                                                                           | Shōhei Tochimoto                                                                               | Noriaki Kasai                                                                           |
| 16. | 9 września 2007  | -         | Shōhei Tochimoto                                                                         | Andreas Küttel                                                                                 | Noriaki Kasai                                                                           |
| 17. | 13 września 2008 | -         | Simon Ammann                                                                             | Daiki Itō                                                                                      | Andreas Küttel                                                                          |
| 18. | 14 września 2008 | -         | Simon Ammann                                                                             | Daiki Itō                                                                                      | Roar Ljøkelsøy                                                                          |
| 19. | 29 sierpnia 2009 | -         | Noriaki Kasai                                                                            | Fumihisa Yumoto                                                                                | Simon Ammann                                                                            |
| 20. | 30 sierpnia 2009 | -         | Robert Kranjec                                                                           | Daiki Itō                                                                                      | Simon Ammann                                                                            |
| 21. | 28 sierpnia 2010 | -         | Daiki Itō                                                                                | Dawid Kubacki                                                                                  | Kamil Stoch                                                                             |
| 22. | 29 sierpnia 2010 | -         | Kamil Stoch                                                                              | Fumihisa Yumoto                                                                                |                                                                                         |
| 23. | 26 sierpnia 2011 | -         | Tom Hilde                                                                                | Piotr Żyła                                                                                     | Taku Takeuchi                                                                           |
| 24. | 27 sierpnia 2011 | -         | Tom Hilde                                                                                | Piotr Żyła                                                                                     | Taku Takeuchi                                                                           |
| 25. | 25 sierpnia 2012 | -         | Andreas Wank                                                                             | Simon Ammann                                                                                   | Noriaki Kasai                                                                           |
| 26. | 26 sierpnia 2012 | -         | Andreas Wank                                                                             | Jurij Tepeš                                                                                    | Dawid Kubacki                                                                           |
| 27. | 23 sierpnia 2013 | -         | Krzysztof Biegun                                                                         | Simon Ammann                                                                                   | Čestmír Kožíšek                                                                         |
| 28. | 24 sierpnia 2013 | -         | Noriaki Kasai Jernej Damjan                                                              | –                                                                                              | Jan Ziobro                                                                              |
| 29. | 23 sierpnia 2014 | -         | Phillip Sjøen                                                                            | Jernej Damjan                                                                                  | Daniel-André Tande                                                                      |
| 30. | 24 sierpnia 2014 | -         | Phillip Sjøen                                                                            | Daniel-André Tande                                                                             | Jernej Damjan                                                                           |
| 31. | 29 sierpnia 2015 | -         | Michael Neumayer                                                                         | Robert Kranjec                                                                                 | Kento Sakuyama                                                                          |
| 32. | 30 sierpnia 2015 | -         | Kento Sakuyama                                                                           | Taku Takeuchi                                                                                  | Jakub Janda                                                                             |
| 33. | 27 sierpnia 2016 | nocny     | Anders Fannemel                                                                          | Taku Takeuchi                                                                                  | Andreas Wellinger                                                                       |
| 34. | 28 sierpnia 2016 | -         | Taku Takeuchi                                                                            | Joachim Hauer                                                                                  | Anders Fannemel                                                                         |
| 35. | 26 sierpnia 2017 | nocny     | Junshirō Kobayashi                                                                       | Kenneth Gangnes                                                                                | Klemens Murańka                                                                         |
| 36. | 27 sierpnia 2017 | -         | Junshirō Kobayashi                                                                       | Ryōyū Kobayashi                                                                                | Anže Lanišek                                                                            |
| 37. | 24 sierpnia 2018 | nocny     | Ryōyū Kobayashi                                                                          | Jewgienij Klimow                                                                               | Daiki Itō                                                                               |
| 38. | 25 sierpnia 2018 | -         | Ryōyū Kobayashi                                                                          | Jewgienij Klimow                                                                               | Daniel Huber                                                                            |
| 39. | 23 sierpnia 2019 | nocny     | Ryōyū Kobayashi                                                                          | Yukiya Satō                                                                                    | Keiichi Satō                                                                            |
| 40. | 24 sierpnia 2019 | nocny     | Ryōyū Kobayashi                                                                          | Keiichi Satō                                                                                   | Yukiya Satō                                                                             |